# Cantón de Burzet
El cantón de Burzet era una división administrativa francesa, que estaba situada en el departamento de Ardecha y la región de Ródano-Alpes.

## Composición
El cantón estaba formado por cinco comunas:
- Burzet
- Péreyres
- Sagnes-et-Goudoulet
- Sainte-Eulalie
- Saint-Pierre-de-Colombier

## Supresión del cantón de Burzet
En aplicación del Decreto n.º 2014-148 de 13 de febrero de 2014, el cantón de Burzet fue suprimido el 22 de marzo de 2015 y sus 5 comunas pasaron a formar parte del nuevo cantón de Thueyts.